# 韓德銖
韓德銖（朝鲜语：／ Han Deok-su */?，1907年2月18日—2001年2月21日）在日朝鮮人。他是在日本朝鮮人總聯合會（總聯）的第一代議長，也曾擔任北韓的最高人民會議代議員。
1907年出身在大韓帝國慶尚北道。1927年為成為聲樂家的目的前往日本。日本大學中退後參加勞工運動。1934年，指導在日朝鮮勞工的罷工活動，被日本政府逮捕投獄。
日本投降後，韓德銖於1945年10月15日參加在日本朝鮮人聯盟（朝聯），後當選第一次中央委員會總務部擔當委員，隨即受到駐日盟軍總司令部（GHQ）的公職追放（解除公職）。1949年6月27日，組建親北韓的「祖國戰線」，成為六人議長團中的一人。一日當選第一次中央委員會中央常任委員。1956年5月的第二次全體大會、1957年5月的第三次全體大會上，都被保留在議長團名單之內。
1958年5月第四次全體大會上，議長團解體，導入了議長、副議長制。韓德銖成為唯一一名議長，總攬總聯的大權於一身。此後直到2001年逝世為止一直擔任中央委員會議長之職。
韓德銖在日本各地都建立朝鮮學校，希望讓在日朝鮮人生活得到提高。1967年當選北韓最高人民會議代議員。1972年至1986年，擔任最高人民會議議長，同年北韓政府授予他勞動英雄的稱號。1994年7月金日成逝世時，韓德銖正在平壤，參加了金日成的葬禮。
北韓政府多次表彰韓德銖對在日朝鮮人愛國運動的貢獻。平壤有一所韓德銖平壤輕工業大學，便是以他的名字命名。此外，韓德銖在日本政界中也有廣泛的人脈。